# Banque de l'Union parisienne
Pour les articles homonymes, voir BUP.
La Banque de l'Union parisienne (BUP) est une ancienne banque d'affaires française dont le siège social était au 6 et 8, boulevard Haussmann à Paris.

## Histoire

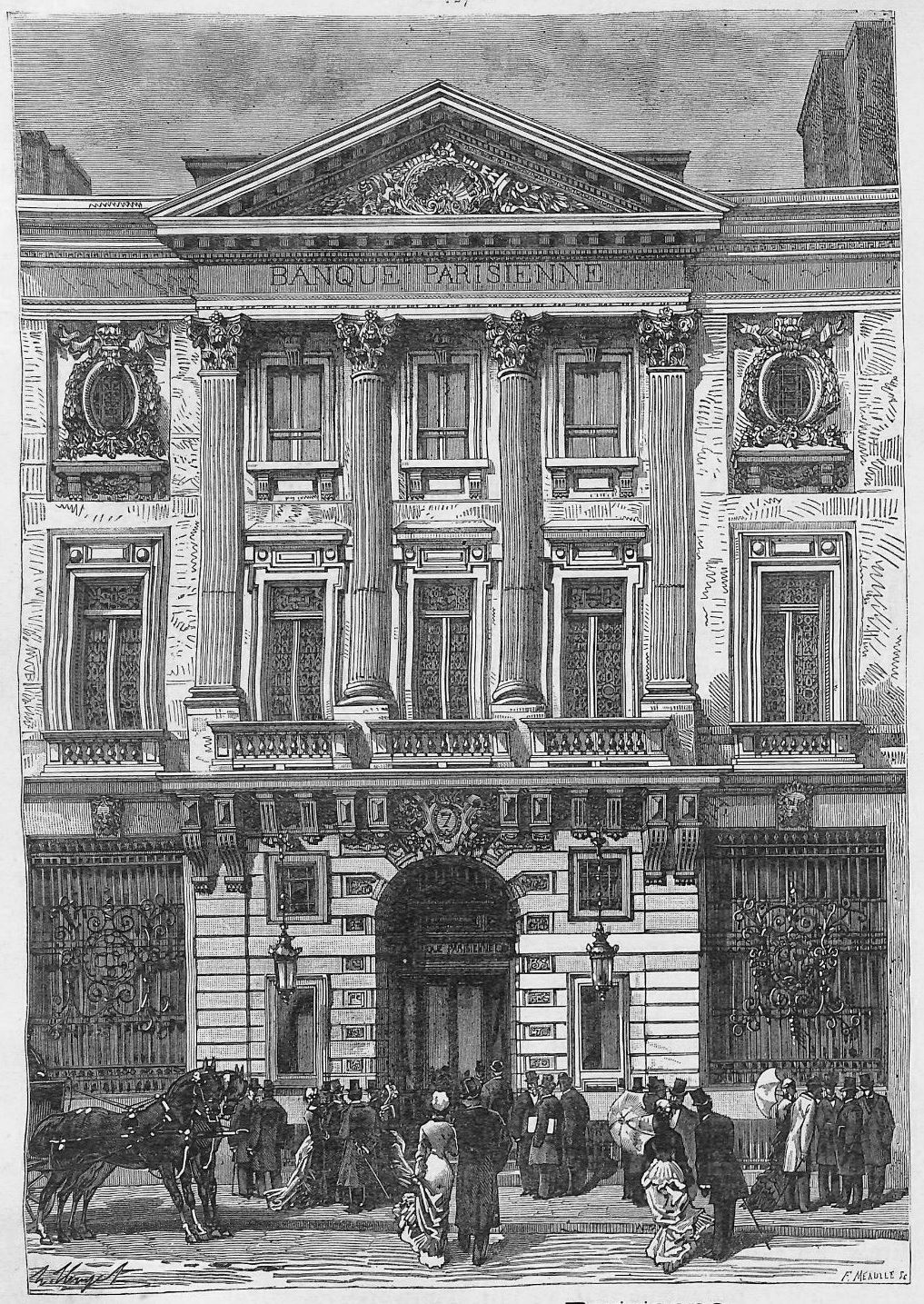
La Banque parisienne, no 7 rue Chauchat, dont la Banque de l'Union parisienne a repris les activités et le siège.

Elle fut fondée le 5 janvier 1904, avec l'apport par la Société générale de Belgique de la Banque parisienne, fondée en 1874, et le soutien de plusieurs banques privées parisiennes : Hottinguer, Mirabaud, Neuflize, Mallet et Vernes.
La Banque de l'Union parisienne est alors la deuxième grande banque d’affaires française, derrière la Banque de Paris et des Pays-Bas et participe à toutes les aventures de l’histoire financière, en Russie comme en Europe centrale et orientale, notamment pour les grandes opérations de création de sociétés et d’émission de titres. Un an après sa création, elle constitue la Banque hypothécaire franco-argentine. En 1910, elle est l'actionnaire le plus important de la Banque unie de Moscou.
En 1880, la Banque parisienne, ancêtre de la BUP, rachète à l'impératrice Eugénie la Villa Eugénie, à Biarritz, et le transforme en hôtel-casino sous l'appellation « palais Biarritz », puis en hôtel en 1893. 

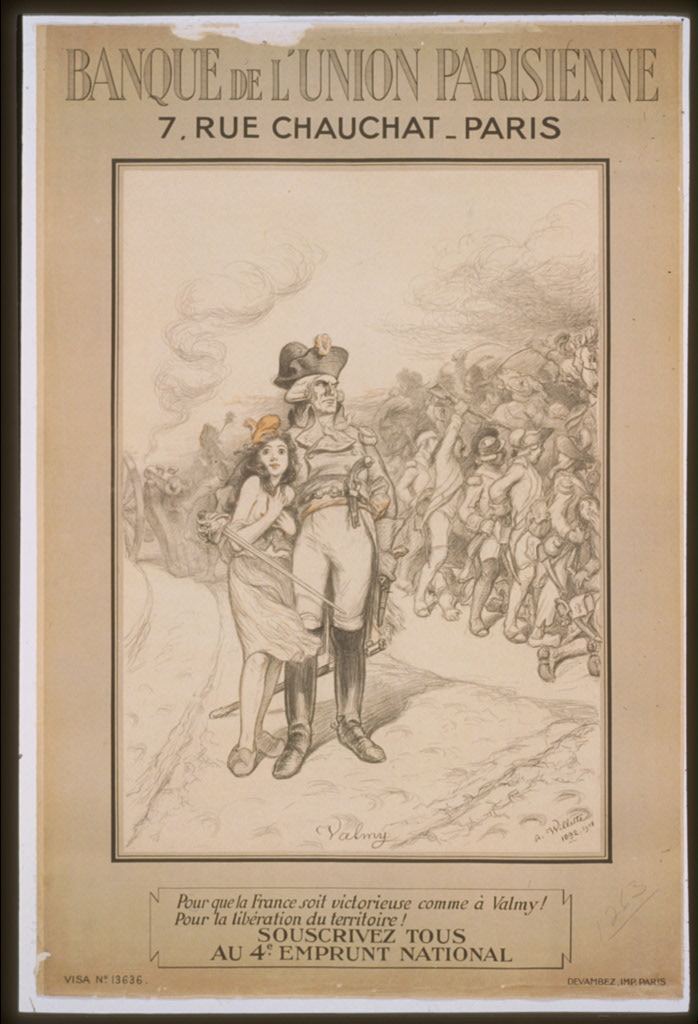
Emprunt de guerre (1918).

Dès 1913, c'est la 13e capitalisation boursière française, dans un palmarès dominé par les banques. Elle vient de souscrire à la moitié d'une augmentation de capital, aux côtés de la Banque de Neuflize & Cie.
Peu après la Première Guerre mondiale, en 1920 Octave Homberg, surnommé « le romantique de la finance », utilise ses liens anciens avec la Banque de l'Union parisienne, spécialiste des affaires coloniales pour fonder la Société financière française et coloniale avec le soutien de la Banque Lazard, qui acquiert 38 % du capital.
La BUP fusionne avec le Crédit mobilier français en 1932.
Élu président en 1951, Henri Lafond, surnommé le « pape du Corps des Mines », lui fait absorber la filiale parisienne  de la Banque Mirabaud en 1953. La BUP ayant comme filiale la Compagnie Algérienne de Crédit et de Banque, elle fusionne aussi avec elle, en 1960. Après l'assassinat par l'OAS de son président Henri Lafond en 1963, elle fait l'objet d'une lutte entre le baron Édouard-Jean Empain, propriétaire de la BUE, et la famille Balkany, soutenue par la Banque Vernes. Finalement, elle est rachetée par la Compagnie Financière de Suez.
En 1968, Suez et Paribas engagent une bataille pour le contrôle du CIC. Elle se solde en septembre 1971 par la cession à Paribas de la BUP.
Le 26 septembre 1973, la BUP fusionne avec le Crédit du Nord sous le nom de Crédit du Nord-BUP.

## Présidents
- Lucien Villars
- 1920- : Charles Sergent
- Paul Bavière
- 1953-1963 : Henri Lafond

## Sources
- Hubert Bonin, La Banque de l'Union parisienne. 1874 : de l'Europe aux outre-mers, 2011
- Hubert Bonin, La Banque de l'Union parisienne (1874/1904-1974). Histoire de la deuxième grande banque d'affaires française, 2001
- Marie-Thérèse Bitsch, La Belgique entre la France et l'Allemagne, 1905-1914, 1994
- Réné Héron de Villefosse, De la Grange-Batelière à la Banque de l'Union parisienne, 1954
- Les Mauvaises valeurs de la Banque de l'Union parisienne, 698 millions de baisse !, 1914
- Georges Price, Le logis de la Banque de l'Union parisienne. Son passé. Aperçu historique et anecdotique, 1914